# Lingwood and Burlingham
Lingwood and Burlingham is een civil parish in het bestuurlijke gebied Broadland, in het Engelse graafschap Norfolk met 2643 inwoners.